# Jordskinn
Jordskinn (Thanatephorus terrigenus) är en svampart som först beskrevs av Giacopo Bresàdola, och fick sitt nu gällande namn av G. Langer 1994. Thanatephorus terrigenus ingår i släktet Thanatephorus och familjen Ceratobasidiaceae.   Inga underarter finns listade i Catalogue of Life.
I den svenska databasen Dyntaxa används istället namnet Cejpomyces terrigenus för samma taxon.  Arten är reproducerande i Sverige.